# Curtly Ambrose
Pour les articles homonymes, voir Ambrose.
Curtly Elconn Lynwall Ambrose (né le 21 septembre 1963) est un ancien joueur de cricket antiguais-barbudien. Il joua au niveau international pour l'équipe des Indes occidentales. Il disputa son premier test et son premier ODI en 1988. Fast bowler particulièrement doué, il fut le cinquième joueur à passer la barre des 400 wickets.
Il formait un duo redoutable avec Courtney Walsh, les deux joueurs marquant à eux deux 421 wickets lors des 43 tests qu'ils jouèrent ensemble.

## Équipes
- Îles Leeward
- Northamptonshire

## Récompenses individuelles
- Un de cinq joueurs de cricket de l'année 1992 (Wisden Cricketer of the Year) désignés par le Wisden Cricketers' Almanack.

### Sélections
- 98 sélections en test cricket de 1988 à 2000
- 176 sélections en ODI de 1988 à 2000